# احمد صولیحی
احمد صولیحی (انگلیسی: Ahmed Soilihi؛ زادهٔ ۱ ژوئیهٔ ۱۹۹۶) بازیکن فوتبال اهل فرانسه است.
وی همچنین در تیم ملی فوتبال اتحاد قمر بازی کرده‌است.